# Analdehnung

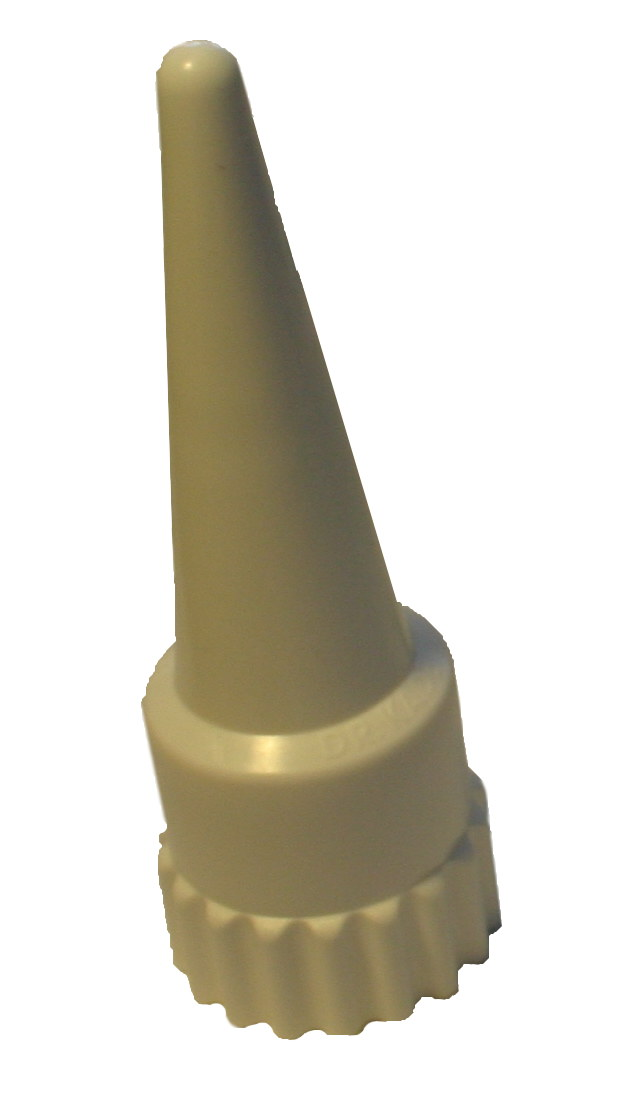
Medizinischer Analdehner der Marke „Dr. Kade“, wie er auf Rezept in der Apotheke erhältlich ist.

Medizinischer Analdehner aus PTFE der Marke „hämorrPEN“, wie er frei in der Apotheke erhältlich ist.

Analdehnung ist ein Sammelbegriff für Übungstechniken mit dem Ziel, die Schließmuskeln des menschlichen Anus zu dehnen.

## Zweck der Dehnung
Analdehnung kann aus medizinischen Gründen angewendet werden, aber auch in der Erotik zur Stimulation verwendet werden, z. B. als Vorbereitung für Analverkehr und Fisting. Analdehnung wird mittels eines Dehners vollzogen. Der Analdehner ist ein medizinisches Instrument von konischer Form. Er besteht für gewöhnlich aus Kunststoff wie z. B. Silikon. In der Regel wird ein Analdehner aus Kunststoff mit einem Gleitmittel bestrichen, was bei Versionen aus Polytetrafluorethylen aufgrund des niedrigen Reibungskoeffizienten jedoch nicht notwendig ist.
- Medizinisch wird der Analdehner zur Überwindung eines reflektorischen Krampfes des Schließmuskels bei einer akuten Analfissur angewendet und unterstützt so deren Heilung. Bei Hämorrhoiden erzielt die Analdehnung mit einem medizinischen Analdehner sowohl bei Beschwerden als auch präventiv eine gute therapeutische Wirkung.[1] Immer mehr Erkenntnisse bestätigen die Wirksamkeit eines Analdehners bei vergrößerten Hämorrhoiden, durch dessen Anwendung auch Schmerzen im späten postoperativen Verlauf verbessert und das Risiko einer Analstenose minimiert werden können.[2] In seltenen Fällen kommt er als Widerstand beim Training eines geschädigten äußeren Schließmuskels in Anwendung. Vor dem Gebrauch kann er zweckmäßigerweise mit einem örtlich wirksamen Betäubungsmittel, z. B. einer anästhetische Salbe bestrichen werden.
- Auch atopische Ekzeme können mit einer Analdehnung behandelt werden.[3]
- Neben medizinischen Zwecken findet der Analdehner auch Anwendung beim Analverkehr, um den Schließmuskel zuvor auf die Belastung vorzubereiten und so Verletzungen wie Analfissuren oder Schließmuskelzerrungen vorzubeugen. Bei Analdehnungen zu erotischen Zwecken werden beachtliche Resultate erzielt. Durchmesser des Anus von 10 cm und mehr sind keine Seltenheit.

Im Gegensatz zum Butt-Plug verjüngt sich ein Analdehner nicht, hat aber ein dickeres abschließendes Ende, um zu verhindern, dass er versehentlich komplett in den Anus gelangen kann. Jüngere medizinische Analdehner haben einen progressiv abgestuften, konkav verlaufenden Formkörper und können dauerhaft bis zu 60 Minuten pro Sitzung angewendet werden. 

## Risiken
Irreführend ist die Bezeichnung der Dehnung als „Training“ des Schließmuskels, da ein Training den Aufbau neuer Muskelfasern beinhaltet, was jedoch in diesem Fall nicht eintritt. Physiologisch handelt es sich um eine Überdehnung des Schließmuskels, die das Risiko von Spätfolgen beinhaltet und bei welcher daher große Vorsicht geboten ist.
Unklar und letztendlich nicht eindeutig bestimmbar ist, ab welchem Grad und welcher Dauer der Dehnung mit Schädigungen des Schließmuskels (Sphinkter) zu rechnen ist. Die Kontinenz der Praktizierenden bleibt zwar zunächst unbeeinträchtigt. Dies wird jedoch von Proktologen damit erklärt, dass im ersten oder mittleren Lebensabschnitt die Muskulatur des Beckenbodens eine mögliche Schädigung des Schließmuskels noch kompensiert. Durch eine dauerhafte Erweiterung des Ringmuskels wird die Sphinkterkraft herabgesetzt, was letztlich durch das Nachlassen der Gewebeelastizität im höheren Lebensalter zu Stuhlinkontinenz führen kann.
Einer Studie über Analsex praktizierende homosexuelle Männer nach wurde eine Erhöhung des sog. Kontraktionstonus einerseits und eine Herabminderung des sog. Ruhetonus verzeichnet. Die Herabsetzung des Ruhetonus wird teilweise damit erklärt, dass die an der Studie teilgenommenen Probanden sich wegen ihrer Gewöhnung an Analsex besser entspannen konnten. Nach anderer Ansicht ist die Herabminderung des Ruhetonus dagegen eine Folge der Überdehnung des Schließmuskels.
Spezifische Untersuchungen zu den Spätfolgen von Fisting und sexuell motivierter Analdehnung (insbesondere im hohen Alter) gibt es jedoch bislang nicht, da die relative Verbreitung dieser Praxis ein vergleichsweise junges Phänomen ist, sodass mögliche Spätfolgen erst in der Zukunft manifest werden. Eine bestehende Schädigung des Schließmuskels ist durch äußeren Augenschein selbst für einen Proktologen nicht feststellbar, sondern erfordert eine Ultraschalluntersuchung.